# Gornje Selo (Šolta)
Gornje Selo je selo na otoku Šolti, u Splitsko-dalmatinskoj županiji, na jugu Hrvatske.
Zemljopisni položaj joj je 43° 21' sjeverne zemljopisne širine i 16° 20' istočne zemljopisne dužine.
Srednjovjekovno ruralno selo, smješteno podno Gornjeg polja. U centru sela nalazi se crkva sv. Ivana Krstitelja koju je dao izgraditi mještanin vitez Marin Bavčević, rođen u Gornjem Selu 1791.godine. Pored crkve nalazi se zgrada "Bratovštine sv. Ivana Krstitelja".
Na putu do Stomorske naći ćemo dvije zavjetne kapelice. Od Gornjeg Sela do svetišta Gospe od Stomorije ili Gospe u Borima ili bogorodice Marije (Gospa s djetetom, slika na drvetu s baroknim srebrnim okovom, rad domaće škole XV./ XVI. st.) vodi cesta pored koje se nalazi nekoliko križeva. Oko crkve je groblje s dijelovima antičkog sarkofaga, a uz crkvu grobovi bratovštine.
Od svetišta uzbrdo vodi poljski put (500 m) do Vele straže i Križa koji je postavljen na samom vrhu. To je najviši vrh na otoku,
koji, sa svojih 237 metara nadmorske visine ima ulogu vidikovca osmatračnice.
Utvrda Starine s dvije kule potječe iz antičkog vremena, nalazi se u podnožju Vele straže, nedaleko od Gornjeg Sela, u blizini svetišta Gospe u Borima. Pretpostavlja se da je tu nekad bilo središte
Gornjeg Sela. U selu je spomenik palim borcima Gornjeg Sela. Selo ima trgovinu i ugostiteljski objekt.

## Ime
Gornje Selo (Gôrńe Sélo), na Šolti češće nazivaju Gôrńe Pȍje, i samo od toga naziva izvode naziv za stanovnika Goripȍjanin i stanovnicu Goripȍjka. U Gornje Selo došlo je mnogo štokavaca iz unutrašnjosti (podatak iz 1964.), ostali su bili pretežno iz čakavskih krajeva, iz Zagore 10 kućanstava, 1 iz Poljica, 5 iz Primorja i 25 s drugih otoka. Prožimanjem dvaju dijalekata nastao je poseban kanovački govor koji se raširio i na Stomorsku.

## Stanovništvo
| broj stanovnika | 356   | 517   | 491   | 592   | 715   | 725   | 809   | 641   | 629   | 578   | 437   | 349   | 252   | 252   | 217   | 238   | 262   |
|                 | 1857. | 1869. | 1880. | 1890. | 1900. | 1910. | 1921. | 1931. | 1948. | 1953. | 1961. | 1971. | 1981. | 1991. | 2001. | 2011. | 2021. |

## Povijest
Za Domovinskoga rata je ovo selo bilo metom velikosrpskog napada za vrijeme napada na Split u noći od 14. na 15. studenoga 1991. godine. Onda su brodovi JRM gađali Šoltu i pogodili crkvu u Gornjem Selu.

## Spomenici i znamenitosti
- crkva sv. Ivana Krstitelja, dar viteza Marina Bavčevića, rođenog u Gornjem Selu 1791. godine (gradnja je završena 1859. g.
- zgrada "Bratovštine sv. Ivana Krstitelja", Gornje Selo
- zavjetna kapela obitelji Bavčević, na cesti od Gornjeg Sela prema Stomorskoj
- zavjetna kapela, na cesti od Gornjeg Sela prema Stomorskoj
- ruralna arhitektura sela
- spomenik palim borcima Gornjeg Sela
- križ na Veloj straži, vidikovac, najviši vrh na Šolti 237m n/v, nekad osmatračnica
- ostatci benediktinskog samostana sv. Marije osnovanog 1216. g.
- ostaci antičkog sarkofaga na groblju
- crkva Gospe od Stomorije,sagrađena na temeljima samostana sv. Marije, srednjovjekovni spomenik i svetište
- bratimski grobovi nalaze se uz crkvu
- gradina Starine, utvrda, kasnoantički spomenik
- antički grobovi, antički spomenik,Ježa kod Gornjeg Sela
- japjenica u Pod Gaju pokraj Gornjeg Sela
- Crkva sv. Marije, zaštićeno kulturno dobro

## Gospodarstvo
Poljodjelstvo (maslinarstvo, uljarstvo, prerada vina), turizam.

## Promet
Gornje selo je povezano asfaltnom cestom s cijelim otokom. Autobusi Prometa Split na redovnim linijama povezuje Gornje selo sa Stomorskom, Nečujmom, Grohotama, Srednjim Selom, Donjim Selom, Maslinicom i Rogačem gdje je glavna trajektna luka za Split.
Od Gornjeg Sela do okolnih uvala može se doći makadamskim putem, biciklom ili pješice.

## Poznate osobe
Duhovnikom je u Gornjem Selu bio don Većeslav Šupuk.

## Vanjske poveznice
- Šolta  Arhivirana inačica izvorne stranice od 26. srpnja 2010. (Wayback Machine) Gornje Selo